# NGC 783
NGC 783 је спирална галаксија у сазвежђу Троугао која се налази на NGC листи објеката дубоког неба.
Деклинација објекта је + 31° 52' 55" а ректасцензија 2h 1m 6,6s. Привидна величина (магнитуда) објекта NGC 783 износи 12,2 а фотографска магнитуда 12,9. NGC 783 је још познат и под ознакама IC 1765, UGC 1497, MCG 5-5-42, IRAS 01582+3138, KUG 0158+316, MK 1171, CGCG 503-73, PGC 7657.